# Sines
Sines kisváros Portugáliában, Alentejo régióban, az Atlanti-óceán partján, Lisszabontól közúton kb. 115 km-re délre. Lakossága 13-14 ezer fő volt 2011-ben.
A Sines-fok (Cabo de Sines) mellett fekvő városnak történelmi óvárosa és egy vára is van. Jelentős mélyvízi kikötő; a város olajfinomítóiról és kikötői létesítményeiről híres. Legismertebb szülötte Vasco da Gama felfedező.

## Történelem
Sines környékén gazdag leletek találhatók a kőkorszaktól a rómaiak megtelepedéséig. A rómaiak után a vizigótok, majd a mórok éltek itt. A 13. században a keresztény portugálok foglalták el.
A 20. század elején a lakosság leginkább mezőgazdaságból és halászatból élt. Az 1950-es években a környéken fekvő strandok szépsége következtében az idegenforgalom virágzásnak indult.
Az 1970-es évek elején a portugál kormány úgy döntött, hogy egy nagy kikötőt és ipari komplexumot létesít itt. Ennek következtében a lakosság száma is rövid időn belül megduplázódott. Az iparosodás sötét oldala a Sines körüli környezetszennyezés növekedése volt, amely a mai napig problémát okoz.

## Fő látnivalók
- A vár
- Museo Arquelógico, amely egy közeli birtokon talált csodálatos ékszergyűjteményt mutat be, amit lehet, hogy még a föníciaiak hoztak ide.
- A várostól északra és délre vonzó strandok húzódnak.

## Galéria

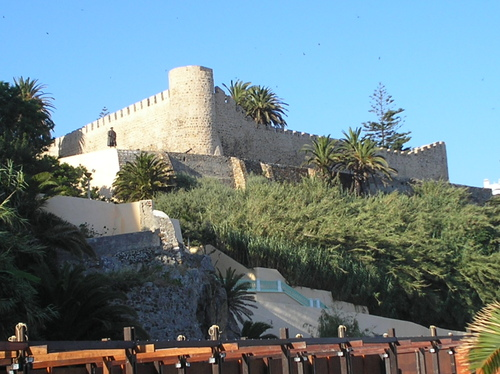
A vár
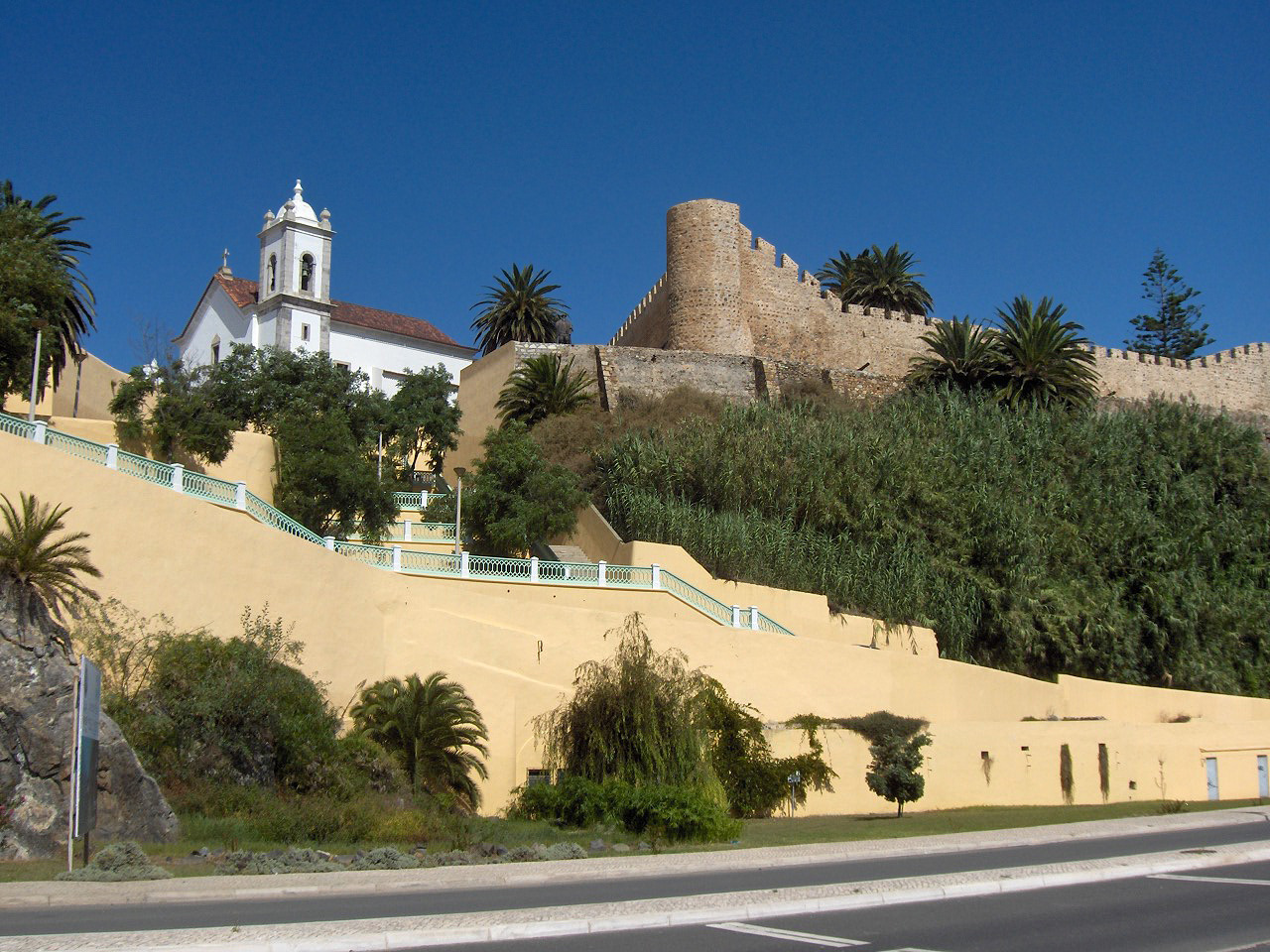
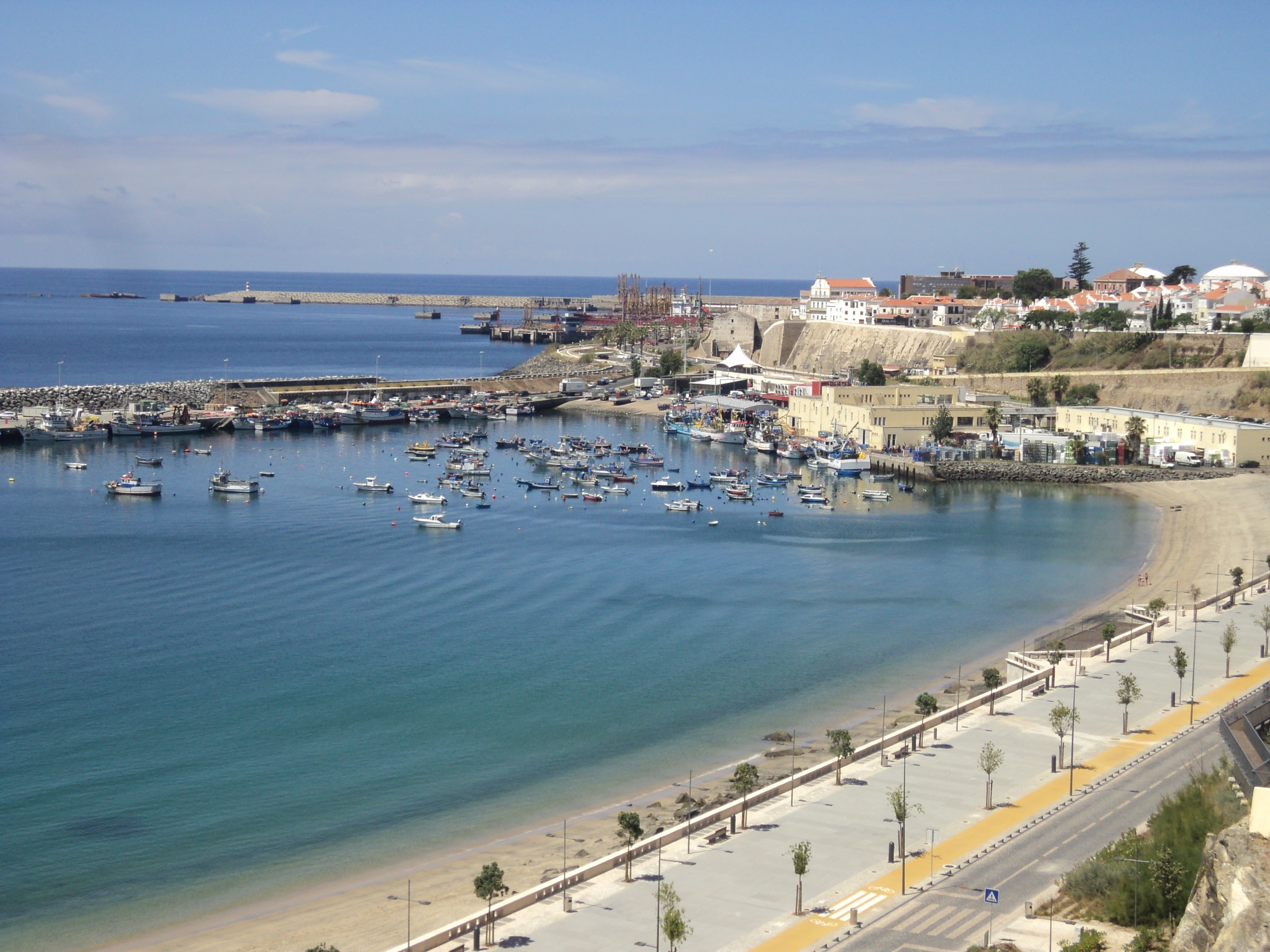
Látkép a várból
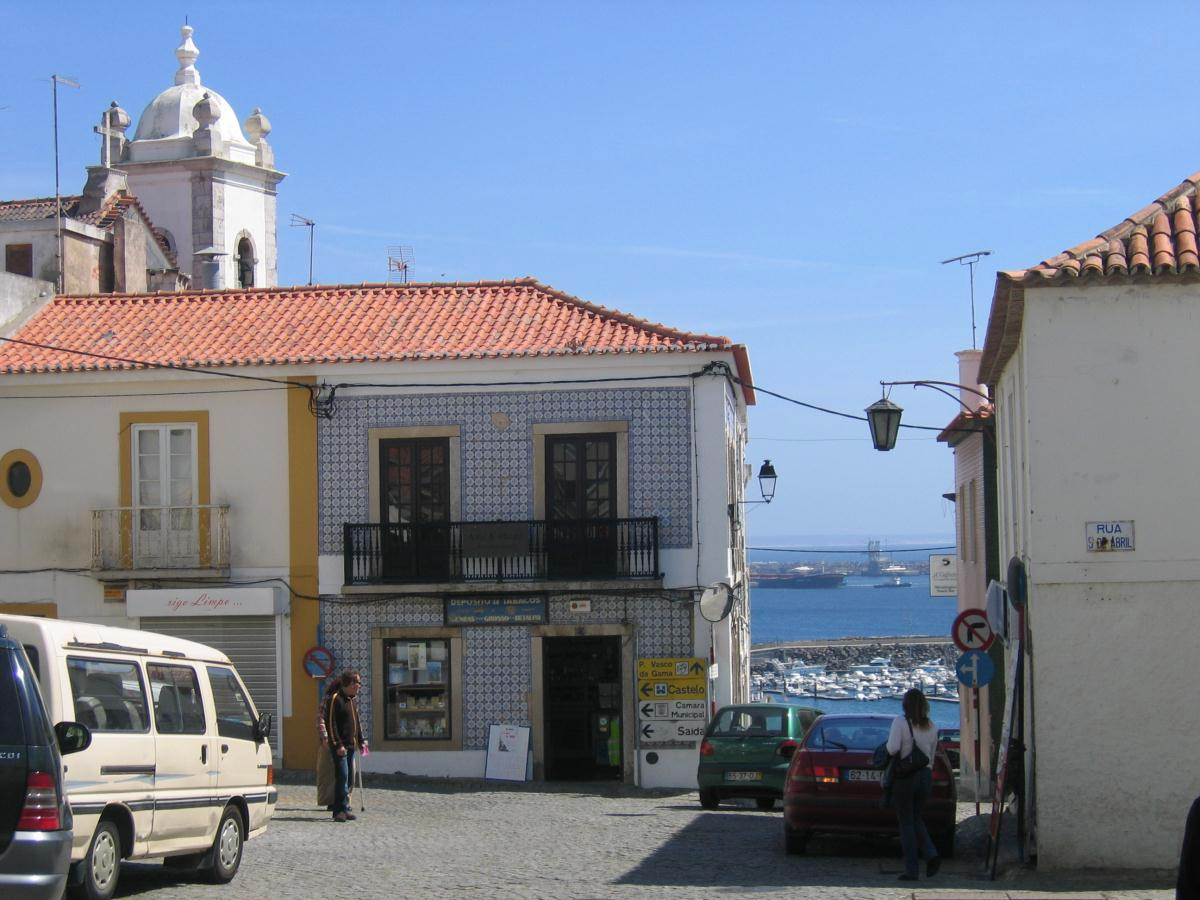
Városkép
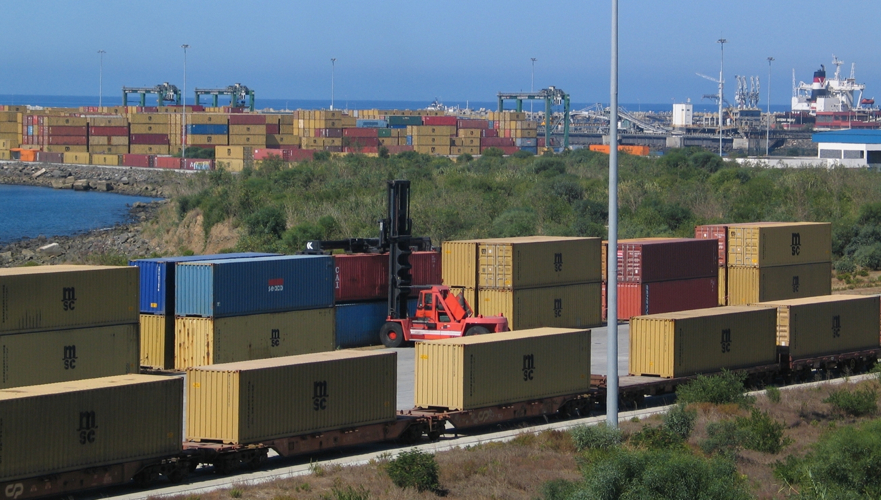
A kikötő

## Fordítás
- Ez a szócikk részben vagy egészben  a   Sines című német Wikipédia-szócikk fordításán alapul.  Az eredeti cikk szerkesztőit annak laptörténete sorolja fel. Ez a jelzés csupán a megfogalmazás eredetét és a szerzői jogokat jelzi, nem szolgál a cikkben szereplő információk forrásmegjelöléseként.